# Catedral de Santa Cecilia (Omaha)
La catedral de Santa Cecilia (en inglés: St. Cecilia Cathedral) es la iglesia catedral de la arquidiócesis de Omaha. Está ubicada en 701 North 40th Street en el distrito histórico de Costa de Oro, la catedral fue clasificado como una de los diez más grandes en los Estados Unidos cuando se terminó en 1959. También aparece en el Registro Nacional de Lugares Históricos.
Iniciada en 1905 y consagrada en 1959, fue diseñada por el arquitecto Thomas Rogers Kimball. Considerada entre las diez catedrales más importantes de los Estados Unidos cuando se terminó, la catedral tiene 78 m de largo, 48 m de ancho  y 68 m de altura.
El estilo arquitectónico del edificio es neocolonial español, en lugar del neogótico de inspiración europea popular en el siglo XX.